# Méthode de Mofenson
La méthode de Mofenson est une technique de libération des voies aériennes sur le nourrisson. Elle est utilisée lorsqu'un objet est coincé dans la gorge du nourrisson et l'empêche totalement de respirer (on n'entend aucun son, ni cri, ni pleur).

## Démarche
Selon le consensus du Conseil européen de réanimation (European Resuscitation Council, ERC), enseignée notamment en France, la marche à suivre lorsque l'on voit un nourrisson conscient étouffer est :
1. Reconnaître la situation: contexte — l'enfant est en train de manger ou joue avec de petits objets —, comportement de la victime — soudain, l'enfant n'émet plus de son, essaie de tousser sans succès, s'agite, puis, si l'on ne fait rien, il devient bleu et perd connaissance.
2. Évaluer de l'importance de l'étouffement: l'enfant n'émet aucun son.
3. Donner une à cinq tapes dans le dos (méthode de Mofenson).
4. En cas d'échec, effectuer cinq compressions thoraciques (réanimation cardiopulmonaire).
5. Recommencer les étapes 3 à 4 jusqu'à ce que l'enfant reprenne une respiration spontanée — en général constaté par de la toux, des cris, des pleurs, et par la constatation de l'expulsion du corps étranger — ou tombe inconscient — il faut alors continuer la RCP.
6. Dans tous les cas (même si la méthode est efficace), prévenir les secours.

Pour effectuer la méthode de Mofenson, on s'assied. On place le bébé à plat-ventre à califourchon sur notre avant-bras, en maintenant sa tête avec notre main. On place notre avant-bras sur notre cuisse, en avançant le pied afin que le bébé ait sa tête plus basse que son corps — ceci facilite la sortie de l'objet.
Puis, on donne des claques sur le dos, entre les omoplates, avec le talon de la main ouverte. Si la méthode marche, il faut aller récupérer l'objet délicatement dans la bouche du bébé.